# Yellow Magic Orchestra (album)
Yellow Magic Orchestra è il primo album del gruppo musicale elettronico Yellow Magic Orchestra, pubblicato nel 1978.

## Il disco
L'album fu uno dei primi esempi di synth pop, uno stile musicale del quale il gruppo fu precursore. Oltre ad essere stato uno dei primi esempi di concept album sui computer, Yellow Magic Orchestra contribuì a sviluppare generi quali l'electro, l'hip hop, la techno, la "bleep techno" e la chiptune. Questa pubblicazione fu una delle prime a presentare un sequencer Roland MC-8 Microcomposer, apparecchiatura che permise al gruppo di creare suoni innovativi e campionare suoni tratti dai videogiochi.
L'album vendette 250,000 copie soltanto in Giappone, ed entrò nelle classifiche americane Billboard 200 e Top R&B/Hip-Hop Albums. Il singolo di maggior successo estratto dall'album fu Computer Game/Firecracker che vendette 400,000 copie negli Stati Uniti ed entrò nelle classifiche inglesi.

## Tracce
Lato A
1. Computer Game 'Theme from The Circus' – 1:48 (Yellow Magic Orchestra)
2. Firecracker – 4:50 (Yellow Magic Orchestra, Martin Denny)
3. Simoon – 6:27 (Haruomi Hosono)
4. Cosmic Surfin' – 4:51 (Haruomi Hosono)
5. Computer Game 'Theme from The Invader' – 0:43 (Yellow Magic Orchestra)

Durata totale: 18:39
Lato B
1. Tong Poo – 6:15 (Ryūichi Sakamoto)
2. La femme chinoise – 5:52 (Yukihiro Takahashi)
3. Bridge over Troubled Music – 1:17 (Yellow Magic Orchestra)
4. Mad Pierrot – 4:20 (Haruomi Hosono)
5. Acrobat – 1:12 (Haruomi Hosono)

Durata totale: 18:56